# 農中信託銀行
農中信託銀行株式会社（のうちゅうしんたくぎんこう、英: The Norinchukin Trust & Banking Co., Ltd.）は、農林中央金庫グループの信託銀行。

## 概要
1995年8月17日、農林中央金庫の完全子会社として、農中信託銀行設立。9月22日に営業開始。
営業所は本店の1店舗のみ。